# 日限地蔵尊 (島田市)
日限地蔵尊（ひぎりじぞうそん）は、静岡県島田市にある堂宇。静岡県内屈指の霊場として、県内のみならず県外各地から多数の参詣者がある。

## 歴史
明治14年（1881年）に旧大代村、現島田市大代の童子沢（わっぱざわ）の自然石をここに運び、開山の日正上人（にっせいしょうにん）がこれに日限地蔵尊菩薩を刻み、入魂開張し、本尊として現在地より西方200メートルの場所に祀ったことに始まるとされる。 
その後明治21年（1888年）、遠江国島村の庄屋を勤める山田家9代目当主の山田義一が現在地に地蔵堂を建立したとされる。
大井川鐵道日切駅が最寄りなので、「日切地蔵尊」と表記されることがあるが、日限地蔵尊が正しい。

## 行事
- 縁日 - 毎月26日
- 大縁日 - 8月26日
- 祈願日 - 毎月1日・26日、第1・2・3日曜日